# 이라 로스코
이라 로스코(Ira Losco, 1981년 7월 31일)는 몰타의 가수이다. 2차례의 유로비전 송 콘테스트(2002, 2016)에서 몰타 대표로 참가하였다. 2016년 어머니의 날에 맞추어 자신이 임신했다는 사실을 각종 매체를 통해 밝혔다.